# Clarence Walker
Clarence Leonard "Sal" Walker, född 13 december 1898 i Port Elizabeth, död 30 april 1957 i Roodepoort, var en sydafrikansk boxare.
Walker blev olympisk mästare i bantamvikt i boxning vid sommarspelen 1920 i Antwerpen.